# Национальный олимпийский комитет Греции
Олимпийский комитет Греции, также известный как «Comité Olympique Hellénique» (греч. Ελληνική Ολυμπιακή Επιτροπή) является руководящим органом олимпийского движения в Греции. Это один из старейших Национальных олимпийских комитетов в мире, будучи основанным в 1894 году и признанным в 1895 году Международным олимпийским комитетом (МОК).

## Цели деятельности
Существует несколько принципов и постулатов, которые использует в своей деятельности Национальный олимпийский комитет Греции:
- Контроль и обеспечение разработки, продвижения и защиты олимпийского движения, спорта, спортивного духа и физического развития человека в рамках принципов олимпийских идеалов и традиций греческого спорта и осуществление надзора за олимпийскими видами спорта.
- Обеспечение правильного толкования и воплощения Олимпийской хартии Международного олимпийского комитета (МОК).
- Распространение среди молодежи любви к спорту и уважения к духу спортивного соперничества.
- Организация подготовки спортсменов, при тесном сотрудничестве с соответствующими национальными федерациями; окончательный отбор спортсменов, которые будут представлять Грецию на Олимпийских играх, Средиземноморских играх, а также континентальных и интерконтинентальных турнирах под эгидой Международного олимпийского комитета.
- Осуществление контроля и надзора за организацией этих игр и турниров, когда они происходят в Греции.
- Представление предложения в Международный олимпийский комитет (МОК), касающихся правил Олимпийской хартии и толкования положений Олимпийского движения в целом, а также по организации и проведению Олимпийских игр.
- Сотрудничество с государством и государственными или частными организациями с целью проведения надлежащей политики в спорте.
- Рекомендации компетентным министрам спорта, которые курируют Национальный олимпийский комитет, по внедрению необходимых мер, способствующих достижению целей МОК.
- Конкретное администрирование и управление состоянием: олимпийского бассейна стадиона «Караискакис» в Пирее, Панафинейского стадиона в Афинах со всеми видами оборудования и приложений к нему и всех окружающих общественных мест, а также для поддержания и обеспечения помещений Международной Олимпийской академии; поддержка деятельности Олимпийского музея в древней Олимпии; и других спортивных объектов, которые предоставлены Комитету государственными и частными структурами.
- Оказание квалифицированной помощи в написании, печати и распространении специальных тематических материалов, связанных с разработкой и продвижением олимпийского движения и истории Олимпийских игр, общественного физического воспитания и спорта в целом, а также для внедрения информационных материалов МОК и олимпийского комитета Греции.

## Структура
Исполнительный комитет:
Председатель — Спирос Капралос (Σπύρος ΚΑΠΡΑΛΟΣ)
Участники — Павлос Канеллакис (Παύλος ΚΑΝΕΛΛΑΚΗΣ), Манолис Кацидакис (Μανώλης ΚΑΤΣΙΑΔΑΚΗΣ), Антонис Николопулос (Αντώνης ΝΙΚΟΛΟΠΟΥΛΟΣ), Ламбис Николау (Λάμπης ΝΙΚΟΛΑΟΥ), Танасиос Канеллопулос (Θανάσης ΚΑΝΕΛΛΟΠΟΥΛΟΣ).
Заместители — Яннис Каррас (Γιάννης Καρράς), Стелиос Просаликас (Στέλιος Προσαλίκας), Христос Хатзитанасиу (Χρήστος Χατζηαθανασίου).
Комитеты на 2009-2010 годы
- Комитет Олимпийской подготовки

Председатель: Яннис Вассилиадис (Γιάννης Βασιλειάδης)
Участники: Атанассиос Василиадис, Яннис Каррас, Василиос Кацорис, Стилианос Просаликас, Вассилиос Севастис, Антониос Замесидис, Георгис Тсонгас, Александр Димакакос, Димитриос Саракацани, Георгис Aликаки
- Комитет факельной эстафеты Олимпийского комитета

Председатель: Спирос Занниас (Σπύρος Ζαννιάς)
- Комиссия Спортсменов.

Председатель: Стилианос Просаликас (Στυλιανός Προσαλίκας)
- Комитет по делам женского спорта.

Председатель: София Бекатору (Σοφία Μπεκατώρου)
- Комитет по маркетингу.

Председатель: Атанасиос Канеллопулос (Αθανάσιος Κανελλόπουλος)
- Комиссия спортивных отношений.

Председатель: Йоргос Ленос (Γιώργος Λενός)
- Комитет по радиовещанию и печати.

Председатель: Спирос Капралос (Σπύρος Καπράλος)

## Список руководителей
1. принц Константин (1894—1912)[1]
2. король Константин (1913)
3. принц Георг (1914—1917)
4. Мильтиад Негропонтис (1918—1920)
5. принц Георг (1921—1922)
6. король Георг II (1922—1923)
7. Георгиос Аверофф (1924-4/30/1930)
8. Иоаннис Дроссопулос (5/1/1930-1936)
9. принц Павел (1936—1948)
10. король Павел (1948—1952)
11. Костас Георгакопулос и Иоаннис Кетсеас (1953—1954)
12. принц Константин (1955—1964)
13. Иринцесса Ирина (1965—1968)
14. Феодосий Папатанассиадис (1969—1973)
15. Спиридон Веллианитис (1/31/1973-1974)
16. Апостолос Николаидис (8/30/1974-1976)
17. Георгиос Атанассиадис (1976—1983)
18. Ангелос Лебессис (4/14/1983-1984)
19. Ламбис Николау (1985—1988 и 1989—1992)
20. Антониос Тзикас (1993—1996)
21. Ламбис Николау (1997—2000 и 2000—2004)
22. Минос Кириаку (2004—2009)
23. Спирос Капралос (2009—)